# Elattoneura longispina
Elattoneura longispina är en trollsländeart som beskrevs av Maurits Anne Lieftinck 1937. Elattoneura longispina ingår i släktet Elattoneura och familjen Protoneuridae. Inga underarter finns listade i Catalogue of Life.